# Четвёртая высота (фильм)
«Четвёртая высота» — художественный фильм режиссёра Игоря Вознесенского, снятый по одноимённой повести Елены Ильиной.

## Сюжет
Фильм повествует о Гуле Королёвой — молодой советской актрисе, которая начала свою карьеру в кино в 4 года, а в мае 1942 года в 19 лет по своей воле пошла на фронт, где героически погибла в боевых действиях при взятии высоты 56,8 под Сталинградом.

## В ролях
- Ольга Агеева — Гуля Королёва
  - Маргарита Сергеечева — Гуля Королёва в детстве
- Лариса Лужина — Зоя Михайловна, мама Гули Королёвой
- Владимир Пучков — Сергей
- Павел Руденский — Май (в детстве)
- Владимир Котов — Май (в юности)
- Михаил Щербаков — Клюква (в детстве)
- Сергей Образов — Клюква (в юности)
- Елена Берман — Лёля (в детстве)
- Марина Горлова — Лёля (в юности)
- Геннадий Фролов — режиссёр
- Юрий Шерстнёв — оператор
- Елена Валаева — учительница
- Мария Виноградова — соседка Королёвых
- Александр Голобородько — отец Мая
- Сергей Дворецкий — парень в кепке у военкомата
- Ольга Жулина — Надя
- Вера Ивлева — актриса
- Георгий Куликов — врач в военном госпитале
- Любовь Омельченко —  Наташа, тренер по прыжкам в воду
- Виктор Павлов — старший тренер по прыжкам в воду
- Никита Подгорный — киноактёр
- Герман Полосков — капитан
- Марина Поляк — Лида
- Борис Телегин — киноактёр
- Алексей Эйбоженко — раненый военный
- Владимир Шибанков — раненый

## Съёмочная группа
- Режиссёр: Игорь Вознесенский
- Сценарист: Валентина Спирина
- Оператор: Александр Рыбин
- Композитор: Евгений Крылатов
- Художник: Николай Емельянов

## Цитаты
- За что нам столько счастья? Чем мы его заслужили? Такой месяц в Артеке, да ещё теперь — поездка в Москву, в Кремль! Ах, милый наш Артек, милая, родная наша страна! Всё сделаю для тебя, ничего для тебя не пожалею!
- Кукла Наташа любит меня, а ты — нет.